# HD 143361 b
إتش دي 143361 بي (بالإنجليزية: HD 143361 b)‏ الذي يرمز له بالرمز HD 143361b، هو كوكب خارج المجموعة الشمسية، في كوكبة مسطرة النقاش، يتبع HD 143361 ‏.

## الاكتشاف
اكتشف في 29 أكتوبر 2008، وكانت طريقة الاكتشاف دوبلر الطيفي.